# Tadeusz Czwojdrak
Tadeusz Czwojdrak (ur. 3 maja 1924 w Rawiczu, zm. 28 grudnia 2000) – polski inżynier leśnictwa, poseł na Sejm PRL VI kadencji.

## Życiorys
Pochodził z rodziny robotniczej, był synem Marcina i Agnieszki. W 1937 ukończył szkołę podstawową w Rawiczu, a w 1947 w tym samym mieście liceum ogólnokształcące. W 1952 uzyskał magisterium na Wydziale Prawno-Ekonomicznym Uniwersytetu Poznańskiego. W tym samym roku został kierownikiem działu kadr Wyższej Szkole Rolniczej w Poznaniu. W latach 1956—1961 pełnił funkcję dyrektora administracyjnego tej uczelni. Prowadził jednocześnie zajęcia dydaktyczne z nauk politycznych, prawa i polityki agrarnej na wydziałach leśnym oraz rolniczym. W 1961 otrzymał stopień doktora nauk prawnych, a w 1965 stopień doktora habilitowanego z zakresu ekonomiki ogólnej rolnictwa. W tym samym roku został docentem etatowym. Kierował nowo powstałą Katedrą Polityki Agrarnej. Od 1966 do 1969 był prodziekanem Wydziału Rolniczego, a następnie (do 1970) prorektorem ds. dydaktyczno-wychowawczych. W latach 1969—1971 był organizatorem i kierownikiem Międzywydziałowego Studium Nauk Politycznych, zaś w 1970 organizatorem i dyrektorem Instytutu Nauk Ekonomiczno-Rolniczych (następnie Katedry), którym był do 1987. Od 1978 do 1981 pełnił jednocześnie funkcję rektora. Od 1987 do 1991 (kiedy przeszedł na emeryturę) był kierownikiem Zakładu Prawa i Polityki Agrarnej Katedry Ekonomiki i Organizacji Rolnictwa. Jego działalność naukowa wiązała się głównie z analizą rozwoju przemysłu przetwórczego i latyfundiów biskupstwa poznańskiego od XVI do XVIII wieku. Wydał około 30 opracowań naukowych.
W 1945 pracował w Powiatowym Urzędzie Bezpieczeństwa Publicznego w Rawiczu i wstąpił do Polskiej Partii Robotniczej (zasiadał w jej Komitecie Miejskim w Rawiczu), a w 1948 wraz z nią do Polskiej Zjednoczonej Partii Robotniczej. W 1946 został też członkiem Związku Walki Młodych. W 1950 objął funkcję kierownika Wydziału Propagandy KM PZPR w Rawiczu. Został członkiem egzekutywy Komitetu Uczelnianego WSR, którego w latach 1962—1965 i 1970—1978 był I sekretarzem. W 1972 uzyskał mandat posła na Sejm PRL w okręgu Gniezno. Zasiadał w Komisji Planu Gospodarczego, Budżetu i Finansów, ponadto pełnił funkcję zastępcy przewodniczącego Komisji Handlu Zagranicznego. W latach 1980–1990 przewodniczący prezydium Wojewódzkiej Rady Narodowej w Poznaniu.
Został pochowany na Cmentarzu Junikowo w Poznaniu. 3 stycznia 2000 odbyło się ku jego pamięci nadzwyczajne posiedzenie senatu Akademii Rolniczej w Poznaniu pod przewodnictwem prof. Jerzego Pudełki.

## Odznaczenia i nagrody
- Krzyż Oficerski Orderu Odrodzenia Polski
- Krzyż Kawalerski Orderu Odrodzenia Polski
- Złoty Krzyż Zasługi
- druga nagroda ministra szkolnictwa wyższego (dwukrotnie)
- liczne nagrody rektora